# (129577) 1997 RA8
(129577) 1997 RA8 là một tiểu hành tinh vành đai chính. Nó được phát hiện bởi Atsushi Sugie ở Dynic Astronomical Observatory Nhật Bản, ngày 9 tháng 9 năm 1997.